# Керстенці
Ке́рстенці — село в Україні, у Недобоївській сільській громаді Дністровського району Чернівецької області.

## Назва
З грамоти Молдовського господаря відомо, що власником чи навіть засновником поселення був Крістіан, якого по простому звали Керстя, за однією з версій звідси і пішла назва «Крстенці».

## Географія
Бессарабське село Керстенці розташоване в південно-західній частині України, біля села бере початок річка Орунда. Неподалік на околиці Керстенці проходить автошлях національного значення Н03 Житомир — Чернівці.

### Клімат
Керстенці знаходяться в межах вологого континентального клімату із теплим літом, тут весна настає на 2 тижні раніше. Але діяльність людини призводить до поганих змін та глобального потепління.

## Історія
Вперше село згадується в грамоті Молдовського господаря 1433 року.
У 1834 році відбувся виступ селян проти поміщиків.
За даними на 1859 рік у власницькому селі Хотинського повіту Бессарабської губернії, мешкало 610 осіб (321 чоловічої статі та 289 — жіночої), налічувалось 121 дворове господарство, існували православна церква та каплиця.
Станом на 1886 рік у власницькому селі Клишківської волості мешкало 801 особа, налічувалось 178 дворових господарств, існували православна церква та школа.
Під час Першої світової війни село досить сильно постраждало, неподалік проходила лінія фронту.
Селяни брали участь у Хотинському повстанні. За це румуни жорстоко покарали населення восьми сіл: Мендиківці, Рукшин, Недобоївці, Ширівці, Керстенці, Ставчани, Данківці, Владична, Атаки, Романківці, Гвіздівці. Було розстріляно до 15 тисяч повстанців і мирних жителів.
По закінченню Другої світової війни село пережило голодомор 1946–1947 років
Мешканці села зазнали каральної акції операції «Захід».
З 24 серпня 1991 року село входить до складу незалежної України.
У 2015 році шляхом об'єднання сільських рад, село увійшло до складу Недобоївської сільської громади. Об'єднання в громаду має створити умови для формування ефективної і відповідальної місцевої влади, яка зможе забезпечити комфортне та безпечне середовище для проживання людей.

## Населення
Населення становить 1448 осіб.

### Мова
Розподіл населення за рідною мовою за даними перепису 2001 року:
| Мова                | Відсоток |
| ------------------- | -------- |
| українська          | 97,93%   |
| румунська           | 1,24%    |
| російська           | 0,76%    |
| інші/не визначилися | 0,07%    |

## Відомі люди

### Народилися
- Турецький Володимир Дмитрович.- (*12.09.1968, с. Керстенці Хотинського району Чернівецької області - +14.02.1987) - воїн-інтернаціоналіст.  В Афганістані з січня 1987 року. Рядовий Володимир Турецький був водієм бетеера. Автомобільну колону, котрій Володимир забезпечував бойову охорону, 14 лютого 1987 року противник обстріляв із засідки. В цій перестрілці отримав смертельне поранення. Нагороджений орденом Червоної Зірки (посмертно). Похований у м. Бобровиці Чернігівської області.
- Гашдеу Богдан Петричейку — румунський і молдовський письменник, мовознавець і фольклорист.

### Перебували, проживали
- Нестеровський Петро Артемович — український фольклорист, етнограф, педагог.
- Александру Гиждеу — молдовський письменник і вчений-історик.
- Гашдеу Юлія Богданівна — румунська поетеса.